# Superfinal de Fútbol Femenino de Primera División A
La Superfinal de Fútbol Femenino de Primera División A es un torneo de fútbol femenino organizado por la Asociación del Fútbol Argentino (AFA). Se comenzó a disputar en 2021 a partido único entre los dos equipos campeones de los torneos de primera división de la temporada (Torneo Apertura y Torneo Clausura).
El único campeón a la fecha es el Club Atlético Boca Juniors, que ganó por 4 a 2 el partido, disputado contra el San Lorenzo de Almagro, el 11 de diciembre de 2021.

## Resultados
| Edición | Campeón      | Resultado | Subcampeón  | Estadio                                       |
| ------- | ------------ | --------- | ----------- | --------------------------------------------- |
| 2021    | Boca Juniors | 4:2       | San Lorenzo | Estadio Ciudad de Vicente López, Buenos Aires |